# В высокой траве
«В высокой траве» (англ. In the Tall Grass) — фильм канадского режиссёра Винченцо Натали производства компании Netflix по одноимённому рассказу Стивена Кинга и его сына Джо Хилла. Рассказ входит в сборник рассказов Хилла «Полный газ». Съёмки проходили в Торонто и в провинции Онтарио на востоке центральной части Канады. Фильм стал доступен зрителям в интернете осенью 2019 года. Премьера прошла 20 сентября 2019 года в США  на Фестивале фантастического кино в Остине, а затем фильм был показан на Международном кинофестивале в Ванкувере и на Международном кинофестивале фантастического кино в Каталонии (демонстрировалась версия фильма продолжительностью 90 минут — короче на 11 минут, чем прокатная).
Фильм вызвал пристальный интерес влиятельных средств массовой информации (Esquire, Variety, The Guardian, The Hollywood Reporter, The New York Times, Forbes, Российская газета и другие), но, по общему мнению обозревателей, не сумел оправдать ожидания.

## Литературная основа и сценарий фильма
Британская газета The Guardian писала, что Винченцо Натали давно мечтал об экранизации рассказа, соавторами которой выступили Стивен Кинг и его сын Джо Хилл. Хилл рассказывал, что идея рассказа родилась, когда он прилетел, чтобы провести время со своим отцом во Флориде и был весьма голоден после выхода из самолёта. «Он [Стивен Кинг] только что закончил работать над чем-то, и я только что закончил работать над чем-то, поэтому, поедая блины, мы решили провести вместе неделю и написать историю в соавторстве».
Рассказ был опубликован в августе 2012 года в американском журнале Esquire и состоял из двух частей. Натали значительно сократил первую часть, в фильме она продолжается всего 12 минут из 101. В интервью для Хитер Уиксон Винченцо Натали отметил, что другим изменением сюжета рассказа стала постепенность раскрытия подлинного образа Росса в исполнении Патрика Уилсона (роль злодея в картине была закреплена за Джеймсом Марсденом, но он её уступил Уилсону). В книге читатель сразу узнаёт, что он психопат. Среди действующих лиц рассказа отсутствует Трэвис, ставший важным персонажем фильма, — отец будущего ребёнка Бекки. Он только мимоходом упоминается в книге. Когда режиссёр задумал его приход на место действия в поисках Кэла и Бекки, он вспоминал Орфея в Подземном мире, его возлюбленную Эвридику. Это позволило ему предположить, что поле в фильме обладает таким же архетипическим значением, как и Елисейские поля в античности. В интервью сайту The Verge режиссёр признался, что авторы рассказа не вмешивались в его работу над сюжетом и предоставили ему полную свободу: «Я просто написал сценарий и дал им, они одобрили. Честно говоря, я даже не знаю, прочитали ли они его или нет». В своём интервью американскому еженедельному журналу Entertainment Weekly авторы рассказа подтвердили, что они прочитали сценарий фильма, он произвёл на них благоприятное впечатление, поэтому они не сделали ни одного исправления в нём. Стивен Кинг и его сын посмотрели фильм Винченцо Натали, который им также понравился. Особо они отметили атмосферу страха, которую удалось создать авторам фильма.
Газета Orlando Weekly отмечала, что фильм «В высокой траве» воспринимается как побочный проект. Рассказ, по мнению журналиста, появился как повод для отца и сына поработать над чем-то вместе. Винченцо Натали же одновременно со съёмками фильма работал над сериалом, основанном на комиксе Джо Хилла, — «Ключи Локков», в главной роли которого также выступила Лайсла Де Оливейра. С точки зрения обозревателя американской газеты, в фильме чувствуется, что они используют его для работы над сериалом.

## Сюжет
Путешествующие на автомобиле Кэл и находящаяся на шестом месяце беременности его сестра Бекки, остановившись на обочине, слышат крики мальчика из зарослей высокой травы в расположенном вдоль трассы поле. Мальчик сообщает им, что его зовут Тобин, и что его родители Натали (Рэйчел Уилсон) и Росс (Патрик Уилсон), как и он, потерялись где-то в траве. Кэл и Бекки принимают решение помочь им. Они оказываются в плену зловещей силы, которая дезориентирует и разделяет их. Отрезанные от мира и неспособные выбраться на дорогу, они вскоре обнаруживают, что «единственное, что может быть хуже, чем потеряться, — это найти». По мере того, как ситуация становится всё более отчаянной, появляются новые персонажи… Выясняется, что поле обладает мистической силой, подпитываемой гигантским камнем (таинственным чёрным валуном, покрытым рунами), расположенным в его центре и имеющим отношение к заброшенной церкви неподалеку. Трава черпает силу из него. Камень же существовал с тех пор, как началось само время. Привычные законы пространства, времени и звука не действуют в траве.
Сам Натали говорил о сюжете фильма в интервью: «У меня не так много денег, чтобы создавать свои фильмы, поэтому у меня нет выбора, кроме как рассказывать истории, в которых участвуют только несколько персонажей в ограниченном пространстве, так как это всё, что я могу себе позволить. Но часто ограничения придают вдохновения». Компания-производитель не объявляла официально бюджет фильма, а режиссёр уклончиво говорил, что независимые кинематографисты редко «получают зелёный свет, чтобы сделать фильм ужасов с бюджетом более 5 миллионов долларов». Он оговаривался, что это — произвольная цифра, объясняя, что не мог получить бюджет ниже этой суммы, частично по причине размера гонорара Стивена Кинга, а частично из-за самого характера фильма.

## Исполнители и их персонажи
Режиссёр вспоминал в интервью о том, как предупреждал актёров во время кастинга, что съёмка будет физически сложной, а сами они будут подвергаться воздействию стихий в течение долгого времени, например, трава на самом деле может оставить на теле человека резаную рану, она даже выглядит, как маленькие бритвы.
| Портрет | Актёр               | Персонаж         |
| ------- | ------------------- | ---------------- |
|         | Патрик Уилсон       | Росс Гумбольдт   |
|         | Лайсла Де Оливейра  | Бекки Демут      |
|         | Эвери Уиттед        | Кэл Демут        |
|         | Уилл Бьюи Младший   | Тобин Гумбольдт  |
|         | Харрисон Гилбертсон | Трэвис Маккин    |
|         | Рэйчел Уилсон       | Натали Гумбольдт |

## Создатели о фильме
Режиссёр в интервью еженедельнику Variety рассказывал, что одна из причин, по которой он решил поставить фильм, была мысль, что красивый пасторальный пейзаж способен производить пугающее впечатление. Сочетание гротеска и красоты он назвал неотразимым, а сочетание красок, использованное в фильме, — американским. Фильм полон ярких цветов, которые «размываются» по ходу действия. Ленту «В высокой траве» он сопоставил с творчеством американского художника-реалиста Эндрю Уайета. Натали отмечал своеобразие натуры, использованной для съёмок. По его утверждению, трава под ногами актёров была «очень странной, её используют как биотопливо». Режиссёр считает, что это «очень странно даже вне контекста фильма ужасов».
В другом интервью Винченцо Натали отмечал, что актёры во время съёмок могли видеть лишь на два фута перед собой, у них не было никаких ориентиров. Поэтому, когда шли съёмки фильма, члены киногруппы всё время терялись в поле. У каждого был свисток, чтобы найти друг друга. Он отмечал, что место съёмок было не только страшным, но и невероятно красивым. Режиссёр настаивал, что его актёры ни разу во время съёмок «не стояли перед зелёным экраном в студии». Съёмки проходили исключительно на пленэре, в «естественной среде, на которую они могли реагировать». У исполнительницы главной роли диагностировали переохлаждение после съёмок во время дождя. В другом интервью он ушёл от вопроса о соотношении натурных съёмок и цифровых спецэффектов, использованных при создании фильма. Дизайнер по костюмам фильма утверждала, что съёмки всё-таки проходили не только на ферме в Стратфорде (провинция Онтарио), но и в производственной студии в Торонто (где можно было с успехом имитировать ночь).
Режиссёр утверждал, что изменил образ, сыгранный Патриком Уилсоном. В персонаже из рассказа есть «что-то грустное и жалкое». Росс Гумбольдт в фильме «динамичен, магнетичен, талантлив, спортивен, начитан и умеет петь! Это делает персонажа забавным и одновременно ужасным».
Дизайнер по костюмам фильма Джинджер Мартини рассказывала обозревателю журнала Forbes, что «травяные монстры» были идеей режиссёра. У самого дизайнера не было никакого опыта в создании подобных персонажей. Она отправилась в магазин Dollar Store и купила пластиковые вкладыши для полок, в которых есть маленькие отверстия, а также траву из пластика. Монстры должны были быть водонепроницаемыми, поскольку оживают во время ливня, и двигаться. Из приобретённого материала были сделаны 25 масок, которые для убедительности дополнены мхом и другими натуральными материалами. Дизайнер попыталась придать каждому из них индивидуальность. В обычном состоянии они выглядели «милыми», но во время съёмок «в свете и движении они становились очень страшными».
Одной из главных задач, которые были поставлены авторами фильма, стало создание иллюзии неподвластности пространства времени, утверждала Мартини. По замыслу съёмочной группы, фильм должен был выглядеть так, как если бы его снимали в 1973 или в 2020 году. Костюмы не должны были устанавливать хронологические ограничения.
На съёмках был создан целый склад одних только рубашек поло Патрика Уилсона. Например, у него было 12 поясов, все они находились на разных стадиях разложения. Точно так же у каждого персонажа было много версий одного и того же костюма. Для создания иллюзии разложения использовались наждачная бумага, различные ножницы и множество красителей. С помощью электронных таблиц Microsoft Excel Джинджер Мартини смогла отслеживать, как будут выглядеть костюмы (от обуви до рубашек) по ходу развития сюжета. Часть производственной студии, в которой дизайнеры работали над костюмами, получила название «зоны убийства» и «комнаты убийства». Фильм «В высокой траве» Джинджер Мартини назвала «навязчиво красивым балетом в траве» (англ. «It’s a hauntingly beautiful grass ballet»), а об ощущениях от съёмок рассказывала: «Вы проходите и слышите чей-то голос. Вы будете разговаривать с кем-то, поэтому, естественно, вы смотрите в направлении, откуда доносится звук, но этот человек появляется позади вас, перед вами, в другой стороне от вас. Было невозможно отследить, где кто-то был, и это внезапно сделало историю на шесть миллиардов процентов более реальной».

## Фильм «В высокой траве» и зрители
Фильм не был предназначен для кинопроката. Он появился в сети интернет и стал доступен для зрителя с 4 октября 2019 года. Сетевая компания Netflix установила ограничение по возрасту для просмотра фильма — «18+». На странице фильма на сайте компании-производителя он отнесён к жанру хоррор.
Фильм был представлен на трёх международных кинофестивалях, состоявшихся осенью 2019 года, — в США  на Фестивале фантастического кино в Остине, на Международном кинофестивале в Ванкувере и на Международном кинофестивале фантастического кино в Сиджесе в Каталонии, но наград не получил.

## Пресса о фильме
По мнению журналиста британской газеты The Guardian, фильм показывает поле в штате Канзас так, словно это дом с привидениями. Сам фильм — «амбициозный гамбит, которым легче вежливо восхищаться, чем с энтузиазмом его восхвалять». С иронией журналист писал, что Натали справляется с созданием атмосферы напряженности в первой части фильма, погружая зрителя во всё более растущую панику в стиле «Ведьмы из Блэр», поскольку тот изо всех сил пытается понять смысл сценария, страдающего нарушением логики. Режиссёр, по его мнению, убедительно показывает затруднительное положение героев, но по ходу фильма интерес зрителя теряется. Фильм изобилует неуклюжими диалогами, в нём преобладают малоизвестные актёры (американский журналист газеты Orlando Weekly даже писал: «остальная часть актёрского состава [кроме Патрика Уилсона] примерно такая же зелёная, как трава в поле… архетипы, а не правдоподобные персонажи»). Журналист отмечал, что несмотря на вопль одного из персонажей «Это никогда не прекратится!», «к счастью, в конце концов, это происходит».
Обозреватель американской газеты The New York Times писал, что значительная часть фильма — «лихорадочная путаница духовной и сверхъестественной чепухи», происходящая в «метафизической зоне», где действуют произвольные законы, а персонажи постоянно выкрикивают имена друг друга, а журналист Orlando Weekly, что «трава не только заставляет аудиторию чувствовать себя такой же потерянной, как и персонажи, но и эффектно маскирует небольшой бюджет [фильма]».
Американский кинокритик Фрэнк Шек отметил, что лента Натали начинается точно так же, как и получивший широкую известность хоррор Джорджа Ромеро «Ночь живых мертвецов», а очки Кэла «забавно напоминают очки», которые носил «злополучный брат» в этом фильме. Он писал, что Винченцо Натали оказался неспособен соединить вместе замысловатые сюжетные линии. С его точки зрения, это, возможно, пошло на пользу фильму, поскольку «чем более понятными они становятся, тем более нелепыми представляются». Тем не менее, кинокритика впечатлил технический уровень съёмок. Как удачную он оценил работу оператора Крэйга Роблески и звуковое сопровождение к фильму Марка Корвена.
Обозреватель газеты Los Angeles Times отметил, что Натали проявил «настоящий визуальный талант», представив «бесконечное пространство раскачивающейся зелёной растительности как своего рода жуткий туман, скрывающий невообразимые опасности». Он писал, что фильм исчерпывает большую часть сюжета книги чрезвычайно быстро, а затем вводит нового персонажа — парня Бекки, Трэвиса (Харрисон Гилбертсон), и элемент зацикливания времени, который позволяет режиссёру возвращаться назад и вносить эпизоды истории Кинга и Хилла, которые он пропустил первоначально. Журналист также отметил мастерство Крэйга Роблески и «прекрасное исполнение» роли отца мальчика Патриком Уилсоном, но, по его мнению, фильм так и не стал «таким же захватывающим, как его исходный материал». По мнению Фрэнка Шека, никто из исполнителей не смог сделать своих схематичных персонажей интересными, единственным исключением в этом ряду он счёл Патрика Уилсона. Сам актёр принял участие в съёмках с интересом, заявив, что счастлив использовать свою типично «американскую внешность» и «природную привлекательность» «для более, ну, коварной цели». Российский кинокритик Дмитрий Молчанов, напротив, писал, что Уилсон «отрывается по полной в редкой для себя злодейской роли, не столько демонстрируя стадии озверения своего героя, сколько весело изображая карикатурного маньяка, охотно готового переключиться со скучной торговли недвижимостью на изнасилования и убийства ритуального характера».
Журналист газеты Hindustan Times оценивал сюрреалистические приёмы, использованные режиссёром (например, зритель сначала видит перевернутое поле с высокой травой, а затем проникает в его отражение внутри капли воды), как ошеломляющие и запоминающие, но отмечал, что они периодически отвлекают зрителя от сюжета. В самом фильме, по его мнению, режиссёр «запирает своих персонажей в смертельной тюрьме, где они вынуждены противостоять собственным демонам, как прошлым, так и настоящим». Критик оценивал начальную часть фильма как лучшую, и советовал смотреть его в качественных наушниках или с системой объёмного звука. По его мнению, звуковой дизайн фильма играет в нём решающую роль. В одно мгновенье Бекки находится справа от Кэла, а в следующее — слева. Этот изобретательный приём оказывает дезориентирующее влияние на зрителя, перенося его в кошмар персонажей фильма. Вторая часть фильма, по мнению критика, слабее первой, она оставила его в недоумении и не ответила на заданные им самому себе вопросы: «имеет ли значение тот факт, что действие фильма происходит в Средней Америке?», «Церковь — метафора надежды или ложные обещания спасения?», «Является ли само поле символом самых грустных уголков нашего подсознания?». «Натали теряется в сорняках… это в основном история о группе людей, потерявшихся в поле», — сделал вывод журналист.
Обозреватель журнала Esquire Габриэль Бруни утверждала: «Добавив временную петлю, фильм сделал оригинальную историю намного более сложной и открытой для гораздо большего количества интерпретаций». Положительную рецензию на фильм дал кинокритик «Российской газеты» Алексей Литовченко. По его мнению, фильм «столь обильно усеян сюрпризами, что как-то и заскучать некогда». Он оценил его как близкую к идеальной экранизацию: «Редчайший случай, когда фильм является усовершенствованием первоисточника».